# Sara McMann
Sara McMann (Takoma Park, 24 de setembro de 1980) é uma ex-lutadora de wrestling no estilo-livre - medalhista nos jogos olimpicos, campeonato mundial e jogos pan-americanos - e atualmente lutadora de MMA estadunidense.
Apesar das poucas lutas como profissional, já aparece entre as melhores lutadoras da categoria peso-galo nos principais rankings de MMA feminino, bem como entre as melhores peso por peso.

## Biografia
Sara estudou em "McDowell High School", Marion, na Carolina do Norte, onde, além de wrestling, participou de produções teatrais. Ela se formou em Teatro na "Universidade Lock Haven ", onde ela era um membro da equipe da escola de wrestling sob a orientação de Carl Poff entre 1999 e 2003. Também estudou na "Universidade de Minnesota-Morris" de 1998 a 1999, onde foi treinada por Doug Reese. Ela se formou na "Universidade Gardner-Webb" com mestrado em Aconselhamento em Saúde Mental.
Sara faz trabalho voluntário para as ONGs "Habitat for Humanity" e "Safe Homes". Ela viajou para o Sri Lanka com colegas de equipe olímpica para ajudar as vítimas do Tsunami a reconstruírem suas casas. Ela também ajuda clubes de jovens e fala sobre wrestling para os jovens.

### Vida pessoal
O irmão de Sara, que também praticava wrestling em Maryland, foi morto em 23 de janeiro de 1999 aos 21 anos de idade.
Sara dirigia seu jipe do Colorado para a Iowa com seu noivo, o também lutador de wrestler Steven Blackford no banco de passageiros quando o veículo saiu da estrada e capotou. Ele foi ejetado do veículo e morreu no local. McMann foi hospitalizada com um braço quebrado e outros ferimentos leves. Blackford estava freqüentando a Faculdade de Direito da Universidade Católica de Colombo.
Em 2008, já com um novo namorado, um de seus treinadores chamado Trent Goodale, ela engravida de uma menina chamada Sara. Fato esse que a faz abandonar provisiorimante a carreira, retomada em 2010 com sua primeira luta amadora no MMA.

## Carreira
Sara começou sua carreira no wrestling aos 14 anos em Marion na Carolina do Norte.
McMann anunciou no final de 2010 que tinha assinado um contrato de três lutas com o Strikeforce. Ela planejava lutar na categoria de 61 kg (peso galo). No entanto, ela não assinou com o evento devido a uma cláusula de extensão no contrato.
McMann faria sua estréia profissional no MMA em 14 de novembro de 2010 na Jamaica, mas o evento foi cancelado devido a problemas de segurança com o octógono.
Ela então teve mais lutas canceladas após desistências das adversárias, incluindo uma em 30 de abril de 2011 contra Mariah Johnson.
Em 28 de maio de 2011, McMann finalmente fez sua estréia no MMA profissional derrotando Christina Marks por finalização no primeiro round.
McMann enfrentou sua companheira de equipe olímpica Julie Malenfant em 17 de junho de 2011 em Fletcher, Carolina do Norte. McMann derrotou Malenfant por nocaute técnico no início do primeiro round.
McMann enfrentou Tonya Evinger em 29 de julho de 2011 em Kansas City. A luta foi a segunda principal da noite. McMann derrotou Evinger por decisão unânime.
McMann enfrentou e venceu Raquel Pa'aluhi em 27 de agosto de 2011, em Honolulu, Havaí, com uma finalização no terceiro round na primeira edição do evento ProElite.
Em janeiro de 2012 lutou no terceiro evento do ProElite no Havaí contra a japonesa Hitomi Akano vencendo por decisão unânime.

### Disputa de cinturão do UFC
Na mesma semana da luta contra Miesha Tate, o Ultimate confirmou a próxima adversária de Ronda Rousey será Sara McMann. O duelo colocará frente a frente duas medalhistas olímpicas já que Sara McMann ganhou a medalha de prata em wrestling olímpico em 2004 e Ronda foi medalhista de bronze de judô em Pequim. A luta ocorreu em 22 de fevereiro de 2014 no UFC 170 e Sara perdeu por nocaute técnico no primeiro round, essa foi a primeira derrota de Sara McMann no MMA.

### Após a disputa de cinturão
Sara enfrentou a ex-Campeã do Invicta FC Lauren Murphy em 16 de agosto de 2014 no UFC Fight Night: Bader vs. St. Preux e venceu por decisão dividida.
Ela enfrentou a ex-campeã do Strikeforce Miesha Tate em 31 de janeiro de 2015 no UFC 183. Ela foi derrotada por decisão majoritária.
McMann enfrentou a brasileira Amanda Nunes em 8 de Agosto de 2015 no UFC Fight Night: Teixeira vs. St. Preux. Ela foi derrotada por finalização com um mata leão ainda no primeiro round.

## Cartel no MMA
| Cartel no MMA   |             |            |
| 18 lutas        | 12 vitórias | 6 derrotas |
| Por nocaute     | 1           | 1          |
| Por finalização | 5           | 4          |
| Por decisão     | 6           | 1          |

| Res.    | Cartel | Oponente        | Método                              | Evento                                  | Data       | Round | Tempo | Local                       | Notas                                      |
| ------- | ------ | --------------- | ----------------------------------- | --------------------------------------- | ---------- | ----- | ----- | --------------------------- | ------------------------------------------ |
| Derrota | 12-6   | Julianna Peña   | Finalização (mata leão)             | UFC 257: Poirier vs. McGregor 2         | 23/01/2021 | 3     | 3:39  | Abu Dhabi                   |                                            |
| Vitória | 12-5   | Lina Länsberg   | Decisão (unânime)                   | UFC Fight Night: Blaydes vs. dos Santos | 25/01/2020 | 3     | 5:00  | Raleigh, Carolina do Norte  |                                            |
| Derrota | 11-5   | Marion Reneau   | Finalização (triângulo)             | UFC on Fox: Emmett vs. Stephens         | 24/02/2018 | 2     | 3:40  | Orlando, Florida            |                                            |
| Derrota | 11-4   | Ketlen Vieira   | Finalização (katagatame)            | UFC 215: Nunes vs. Shevchenko II        | 09/09/2017 | 2     | 4:16  | Edmonton, Alberta           |                                            |
| Vitória | 11-3   | Gina Mazany     | Finalização (katagatame)            | UFC Fight Night: Lewis vs. Browne       | 19/02/2017 | 1     | 1:14  | Halifax, Nova Escócia       | Luta Peso Casado; Mazany não bateu o peso. |
| Vitória | 10-3   | Alexis Davis    | Finalização (katagatame)            | The Ultimate Fighter 24 Finale          | 03/12/2016 | 2     | 2:52  | Las Vegas, Nevada           | Performance da Noite.                      |
| Vitória | 9-3    | Jessica Eye     | Decisão (unânime)                   | UFC Fight Night: Almeida vs. Garbrandt  | 29/05/2016 | 3     | 5:00  | Las Vegas, Nevada           |                                            |
| Derrota | 8-3    | Amanda Nunes    | Finalização (mata leão)             | UFC Fight Night: Teixeira vs. St. Preux | 08/08/2015 | 1     | 2:53  | Nashville, Tennessee        |                                            |
| Derrota | 8-2    | Miesha Tate     | Decisão (majoritária)               | UFC 183: Silva vs. Diaz                 | 31/01/2015 | 3     | 5:00  | Las Vegas, Nevada           |                                            |
| Vitória | 8-1    | Lauren Murphy   | Decisão (dividida)                  | UFC Fight Night: Bader vs. St. Preux    | 16/08/2014 | 3     | 5:00  | Bangor, Maine               |                                            |
| Derrota | 7-1    | Ronda Rousey    | Nocaute Técnico (joelhada no corpo) | UFC 170: Rousey vs. McMann              | 22/02/2014 | 1     | 1:06  | Las Vegas, Nevada           | Pelo Cinturão Peso Galo Feminino do UFC.   |
| Vitória | 7-0    | Sheila Gaff     | Nocaute Técnico (socos)             | UFC 159: Jones vs. Sonnen               | 27/04/2013 | 1     | 4:06  | Newark, New Jersey          | Estreia no UFC.                            |
| Vitória | 6-0    | Shayna Baszler  | Decisão (unânime)                   | Invicta FC 2: Baszler vs. McMann        | 28/07/2012 | 3     | 5:00  | Kansas City, Kansas         |                                            |
| Vitória | 5-0    | Hitomi Akano    | Decisão (unânime)                   | ProElite 3                              | 21/01/2012 | 3     | 5:00  | Honolulu, Hawaii            |                                            |
| Vitória | 4-0    | Raquel Pa'aluhi | Finalização (americana)             | ProElite 1                              | 27/08/2011 | 3     | 2:53  | Honolulu, Hawaii            |                                            |
| Vitória | 3-0    | Tonya Evinger   | Decisão (unânime)                   | Titan FC 19: Krause vs. French          | 29/07/2011 | 3     | 5:00  | Kansas City, Kansas         |                                            |
| Vitória | 2-0    | Julie Malenfant | Finalização (socos)                 | Blackeye Promotions 4                   | 17/06/2011 | 1     | 0:32  | Fletcher, Carolina do Norte |                                            |
| Vitória | 1-0    | Christina Marks | Finalização (mata leão)             | Universal Cage Combat - Revolution      | 28/05/2011 | 1     | 1:41  | Lawrenceburg, Indiana       |                                            |

## Cartel amador
| Resultado | Recorde | Oponente       | Tipo              | Evento                                         | Data      | Round | Tempo | Local                           | Notas |
| --------- | ------- | -------------- | ----------------- | ---------------------------------------------- | --------- | ----- | ----- | ------------------------------- | ----- |
| Vitoria   | 3-0     | Danielle Carr  | Finalização       | Extreme Challenge                              | 25/9/2010 | 1     |       | Savanna, Illinois               |       |
| Vitória   | 2-0     | Rachel Dovidio | Decisão (unânime) | CFP - Carolinas' Summer Fight Series, Fight #3 | 31/7/2010 | 3     | 3:00  | Jacksonville, Carolina do Norte |       |
| Vitória   | 1-0     | Jasmine Reed   | Nocaute técnico   | UFA 1: Clash at the Coliseum                   | 11/6/2010 | 1     | 1:45  | Charleston, Carolina do Sul     |       |